# Nacional Atlético Clube
El Nacional Atlético Clube, o Nacional de Patos, és un club de futbol brasiler de la ciutat de Patos a l'estat de Paraíba.

## Història
El 23 de desembre de 1961 va ser fundat per treballadors d'institucions federals, com correus, el Nacional de Patos. Inicialment jugava amb uniforme verd i groc, però posteriorment adoptà el verd i blanc. Entre 1977 i 1981, guanyà el Torneio Incentivo cinc cops consecutius. El 1989 participà en el Campeonato Brasileiro Série B. També participà en el Campeonato Brasileiro Série C del 2005. Guanyà el campionat de Paraíba el 2007. Aquest mateix any tornà a disputar la tercera divisió brasilera.

## Estadi
El Nacional disputa els seus partits com a local a l'Estadi José Cavalcanti, amb capacitat per a 8.000 espectadors.

## Palmarès
- Campionat paraibano:
  - 2007

- Torneio Incentivo: 
  - 1977, 1978, 1979, 1980, 1981